# Hemibystra brunneops
Hemibystra brunneops är en stekelart som beskrevs av Heinrich 1968. Hemibystra brunneops ingår i släktet Hemibystra och familjen brokparasitsteklar. Inga underarter finns listade i Catalogue of Life.